# I Am... Tour
I Am... World Tour (de vegades anomenada I Am... Tour) va ser la quarta gira de concerts de l'artista nord-americana Beyoncé Knowles llançada en suport del seu tercer àlbum d'estudi, I Am... Sasha Fierce (2008). La gira es va anunciar l'octubre del 2008 i va començar el març del 2009 amb cinc assajos a Amèrica del Nord. La gira va constar de 104 espectacles en total, visitant Amèrica, Europa, Àsia, Àfrica i Austràlia. Els preparatius per als espectacles van començar vuit mesos abans del seu començament, amb assajos de dotze hores durant dos mesos. Beyoncé va descriure els espectacles com els millors i més teatrals de totes les gires.
La llista de cançons dels concerts incloïa temes dels tres àlbums d'estudi de Beyoncé, així com diverses versions d'altres artistes i un popurri de Destiny's Child. El tema central de la gira era mostrar la diferència entre la doble personalitat de Beyoncé; el seu costat emocional i el seu personatge sobre l'escenari, Sasha Fierce, que també es va demostrar a l'àlbum doble I Am... Sasha Fierce.
L'espectacle va comptar amb dos escenaris: el principal i un escenari B més petit al que Beyoncé es traslladava en la meitat de l'espectacle. Va estar acompanyada per una banda femenina, ballarines de fons i una gran pantalla LED. Thierry Mugler va col·laborar amb la cantant en el vestuari i va tenir un paper d'assessor creatiu treballant a més a més en la coreografia, la il·luminació i la producció. Chris March es va encarregar el vestuari per a l'escenari i va ajudar en la seva confecció. Per a les balades, Knowles portava vestits més llargs, mentre que per a les interpretacions de les cançons més mogudes s'utilitzava més maquillatge i vestits més reveladors. La moda i l'aspecte i la figura de Beyoncé van rebre els elogis de la crítica. L'espectacle va ser dirigit i coreografiat per Frank Gatson Jr.
I Am... va rebre els elogis de la crítica musical, que va lloar la capacitat interpretativa de Beyoncé qualificant-la de millor intèrpret femenina. La cantant va cancel·lar un concert a Malàisia després que diversos grups musulmans intentessin prohibir-ho, encara que va acceptar suavitzar el seu aspecte segons les normes del país. La gira va ser un èxit comercial, amb una recaptació de 86 milions de dòlars en 93 concerts. Es van emetre actuacions separades de diverses cançons en diferents canals i es van publicar dos concerts com a àlbums en directe; l'actuació en directe a la revista I Am... Yours es va editar en format CD/DVD el 2009 i es van publicar imatges de la gira en un àlbum en directe amb el mateix títol el 2010.

## Teloners
| - Pussycat Dolls (EUA) - RichGirl (EUA) - Flo Rida (Austràlia) - Nelly Furtado (Canadà) - Eva Avila (Canadà) - Linda Teodosiu (Àustria, Alemanya i Suïssa) - Ildiko Keresztes and Karmatronic (Hongria) - Marek Ztracený (República Txeca) - Humphrey (França) | - DJ Lester & Abdou (Bèlgica) - Miguel Simões and Verinha Mágica (Portugal) - Labuat (Barcelona) - Shontelle (Anglaterra i Irlanda) - Jessica Mauboy (Austràlia) - Zarif (Anglaterra i Irlanda) - Ádammo (Perú) - Ivete Sangalo (Brasil) - Wanessa (Brasil) |

## Llista de cançons
La llista de cançons següent és representativa de l'espectacle del 21 de juny de 2009. No és representativa de tots els concerts de la gira.
1. "Crazy in Love"
2. "Naughty Girl"
3. "Freakum Dress"
4. "Get Me Bodied"
5. "Smash Into You"
6. "Ave Maria" / "Angel"
7. "Broken-Hearted Girl"
8. "If I Were a Boy" / "You Oughta Know"
9. "Diva"
10. "Radio"
11. "Me, Myself and I"
12. "Ego"
13. "Hello"
14. "Baby Boy"
15. "Irreplaceable"
16. "Check on It"
17. Destiny's Child Medley: "Bootylicious" / "Bug a Boo" / "Jumpin', Jumpin'"
18. "Upgrade U"
19. "Video Phone"
20. "Say My Name"
21. "At Last"
22. "Listen"
23. "Single Ladies (Put a Ring on It)"
24. "Halo"